# Grzybnica (dopływ Wołczenicy)
Grzybnica (do 1945 niem. Fauler Bach) – rzeka na Równinie Gryfickiej w województwie zachodniopomorskim.
Rzeka wypływa w podmokłych lasach w miejscowości Zielonczyn w województwie zachodniopomorskim, w powiecie goleniowskim, w gminie Stepnica. Początkowo płynie w kierunku południowo-wschodnim, ale na granicy lasu zmienia kierunek na północny. Przepływa przez jezioro Ostrowo, następnie płynie pod drogą krajową nr 3 i wpada do jeziora Piaski. Wypływa z niego na północno-wschodnim brzegu i płynie w kierunku północnym. Wpada do rzeki Wołczenicy, która uchodzi do Zalewu Kamieńskiego.
Grzybnica wypływająca z jeziora Ostrowo tworzy koryto o głębokości do ok. 70 cm, przeciętnie 30 cm, szerokości od 0,5–3,5 m i długości ok. 1500 m, w dużym stopniu zarośnięty.
W 2008 r. przeprowadzono badania jakości wód Grzybnicy w punkcie przy wsi Wiejkówko. W ich wyniku oceniono elementy fizykochemiczne poniżej stanu dobrego, elementy biologiczne określono na I klasy, a stan ekologiczny na umiarkowany. W ogólnej dwustopniowej ocenie stwierdzono zły stan wód Grzybnicy.
Tereny dolnej Grzybnicy od drogi krajowej nr 3 i jeziora Piaski do ujścia zostały włączone do obszaru specjalnej ochrony ptaków Bagna Rozwarowskie.
Nazwę Grzybnica wprowadzono urzędowo w 1948 roku, zastępując poprzednią niemiecką nazwę rzeki – Fauler Bach Bache.